# Štefan Uroš V.
Štefan Uroš V. Nemanjić (srbsko Стефан Урош V/Stefan Uroš V), znan tudi kot Uroš Nemočni (srbsko Урош Нејаки/Uroš Nejaki) je bil drugi cesar (car) Srbskega cesarstva, ki je vladal od leta 1355 do 1371. Pred tem je je od leta 1346 vladal kot kralj in sovladar svojega očeta Štefana Dušana, * okoli 1336, † 4. december 1371.

## Mladost
Štefan Uroš V.  je bil edini sin srbskega kralja Štefana Uroša IV. Dušana in Helene Bolgarske, sestre bolgarskega kralja Ivana Akeksandra. Po Dušanovem kronanju za cesarja je bil  Štefan Uroš leta 1346 kronan za srbskega kralja, čeprav je v državi de facto vladal njegov oče. Po očetovi smrti leta 1355 je bil kronan za carja. Ob kronanju ni bil več mladoleten, vendar je ostal zelo odvisen od svoje matere in nekaj članov dvora. 

## Vladanje
Ivan VI. Kantakuzen, sodobnik Štefana Uroša V., omenja, da je kmalu po smrti Štefana Dušana in Uroševem prevzemu oblasti začelo Srbsko cesarstvo razpadati. Kantakuzen se je osredotočil predvsem na grški del cesarstva in ne na njegovo srbsko jedro. Splošen nered in nemoč centralne oblasti sta se pokazala šele mnogo kasneje v Uroševi vladavini. Po Mihaljčiću so v prvih letih vladavine ozemeljsko celovitost Uroševega imperija na jugu ogrožali predvsem napadi od zunaj.
Smrti Uroševega očeta je hitro sledila smrt guvernerja Tesalije Preljuba. Spomladi 1356 se je na obali Tesalije izkrcal despot Nikifor II. Orsini Dukas s svojo vojsko in jo hitro osvojil. Orsini je zatem iz Etolije in Akarnije izrinil despota Simeona Uroša, strica  in najbližjega moškega sorodnika mladega carja. Simeon se je umaknil v Epir in zahodno Makedonijo, osvojil Kostur in se razglasil za carja v upanju, da bo postal Urošev sovladar ali ga celo zamenjal na srbskem prestolu. Njegova razglasitev  ni bila splošno sprejeta. Podprlo ga je samo nekaj južnih pokrajin. Ker Sabor (državni svet) v Skopju ni sprejel Simeonovih zahtev, je postal Simeon politično dejavnejši in objavil tudi nekaj listin. Leta 1358 je napadel skadarsko regijo in poskušal osvojiti staro srbsko pokrajino Zeto, vendar je bil premagan.  Po porazu se je obrnil proti jugu in ponovno osvojil Epir in Tesalijo, kjer je še naprej vladal kot "car Srbov in Grkov".
Dokument iz zgodnjega vladanja Uroša V. je v nasprotju s splošnim mnenjem o njegovi nesposobnosti. Leta 1356 je Matej Kantakuzen, kandidat za bizantinski prestol,  zbral vojsko 5.000 Turkov in se odpravil na pohod na Ser,  srbsko prestolnico Jovana Uglješe. Uroš V., čigar mati je vladala iz Sera, se je odločil zbrati vojsko in jo braniti. Ko so Matej in njegovi Turki napadli Ser, je oblegancem prišel na pomoč Vojihna iz Drame, ključna oseba v tej regiji. Porazil je Turke in ujel Mateja Kantakuzena. Obdržal  ga je v ujetništvu, dokler ga ni odkupil bizantinski cesar Ivan V. Paleolog.
V naslednjih letih se  je Srbsko cesarstvo postopoma razdrobilo v konglomerat kneževin. Nekatere sploh niso priznale Uroševe oblasti. Urošu ni pomagala niti njegova mati, ki je začela vladati samostojno iz Sera v zavezništvu z Jovanom Uglješo. Podoben avtonomen položaj sta  si prilastili tudi družini Dejanović in Balšić in Nikola Altomanović. Po letu 1365 je najmočnejši srbski plemič postal Vukašin Mrnjavčević, ki je postal sovladar Uroša V. in dobil naslov "srbski kralj". Ker  Uroš ni imel otrok, je Vukašin za svojega naslednika imenoval svojega najstarejšega sina Marka z naslovom "mladi kralj".
Štefan Uroš V. je umrl brez naslednika decembra 1371. Pred njegovo smrtjo je večina srbskega plemstva padla v bitki s Turki na Marici na začetku tega leta. Natančen vzrok za njegovo smrt v relativno mladih letih ostaja neznan. Vukašinov sin Marko je nasledil očetov kraljevski naslov, dejanska oblast v severni Srbiji pa je bila v rokah Lazarja Hrebeljanovića. Slednji ni privzel vladarskih naslovov, povezanih z dinastijo Nemanjić, in za naslovnega kralja Srbije sprejel bosanskega kralja Tvrtka I., vnuka Štefana Dragutina. Srbija je po porazu v bitki na Kosovskem polju leta 1389 naslednje leto postala vazalna država Osmanskega cesarstva, v kateri je še naprej učinkovito vladala družina Lazarević, za njo pa do padca Smedereva leta 1459  njena naslednica družina Branković.
Po velikih osvojitvah njegovega očeta je Uroš postal žrtev novega srbskega plemstva, ki je obogatelo s plenjenjem v nedavnih vojnah. Vzdrževanje reda in državnih instrumentov je bilo zaradi neobstoječe infrastrukture med starimi in novimi ozemlji nemogoče. 
Izjemna skromnost in strpnosti  tega vladarja je bil glavni razlog, da so ga imenovali "Nemočni", in hkrati razlog, da ga je Srbska pravoslavna cerkev 211 let po smrti kanonizirala. Pokopan je v samostanu Jazak na Fruški gori.

## Zapuščina
Na Štefana Uroša V. se danes gleda kot na šibkega in neodločnega vladarja, ki v nasprotju z njegovim sposobnim in močnim očetom ni bil sposoben obdržati srbskega plemstva pod svojim nadzorom. V njem se vidi tudi vladarja, ki je veliko prispeval k propadu Srbskega cesarstva in temu, da je Srbija postala vazal Osmanskega cesarstva. 
V srbskem izročilu in epskem pesništvu je pogosto opevan kot dobronameren vladar prijetnega videza, toda šibkega značaja. Nekako tako nanj gledajo tudi zgodovinarji. Nekateri trdijo, da ni bil tako nesposoben in da je bil propad cesarstva mnogo manj spektakularen, kot se opisuje. Dolgo je veljalo, da ga je umoril njegov sovladar Vukašin Mrnjavčević, potam pa je bilo dokazano, da je Vukašin umrl pred njim.
Leta 1825 je Stefan Stefanović, srbski pisec, ki je živel v Avstrijskem cesarstvu, napisal tragično igro Smrt Uroša V. V njej so združena zgodovinska dejstva in ljudsko izročilo in prepričanje, da ga je umoril  kralj Vukašin.